# 로버트 글레니스터
로버트 글레니스터(Robert Glenister, 1960년 3월 11일 ~ )는 잉글랜드의 배우이다.

## 출연 작품
- 에어로너츠 - 네드 역
- 빌런 - 로이 역